# Painho-de-swinhoe
O painho-de-swinhoe (Oceanodroma monorhis) é uma ave marinha da família Hydrobatidae. Distingue-se dos outros painhos que ocorrem em águas europeias pelo facto de ter o uropígio escuro e não branco. É uma espécie oriunda da Ásia que é bastante rara no Atlântico.

## Subespécies
A espécie é monotípica (não são reconhecidas subespécies).